# Бустрофедон
Бустрофедо́н (от др.-греч. βοῦς — «бык» и στρέφω — «поворачиваю») — способ письма, при котором направление письма чередуется в зависимости от чётности строки, то есть если первая строка пишется слева направо, то вторая — справа налево, третья — снова слева направо и так далее. Это движение напоминает движение быка с плугом на поле («змейкой»). При перемене направления письма буквы писались зеркально.
Бустрофедон встречается в памятниках лувийского, южноаравийского, этрусского, греческого, малоазийских, латинского и других видов письма.

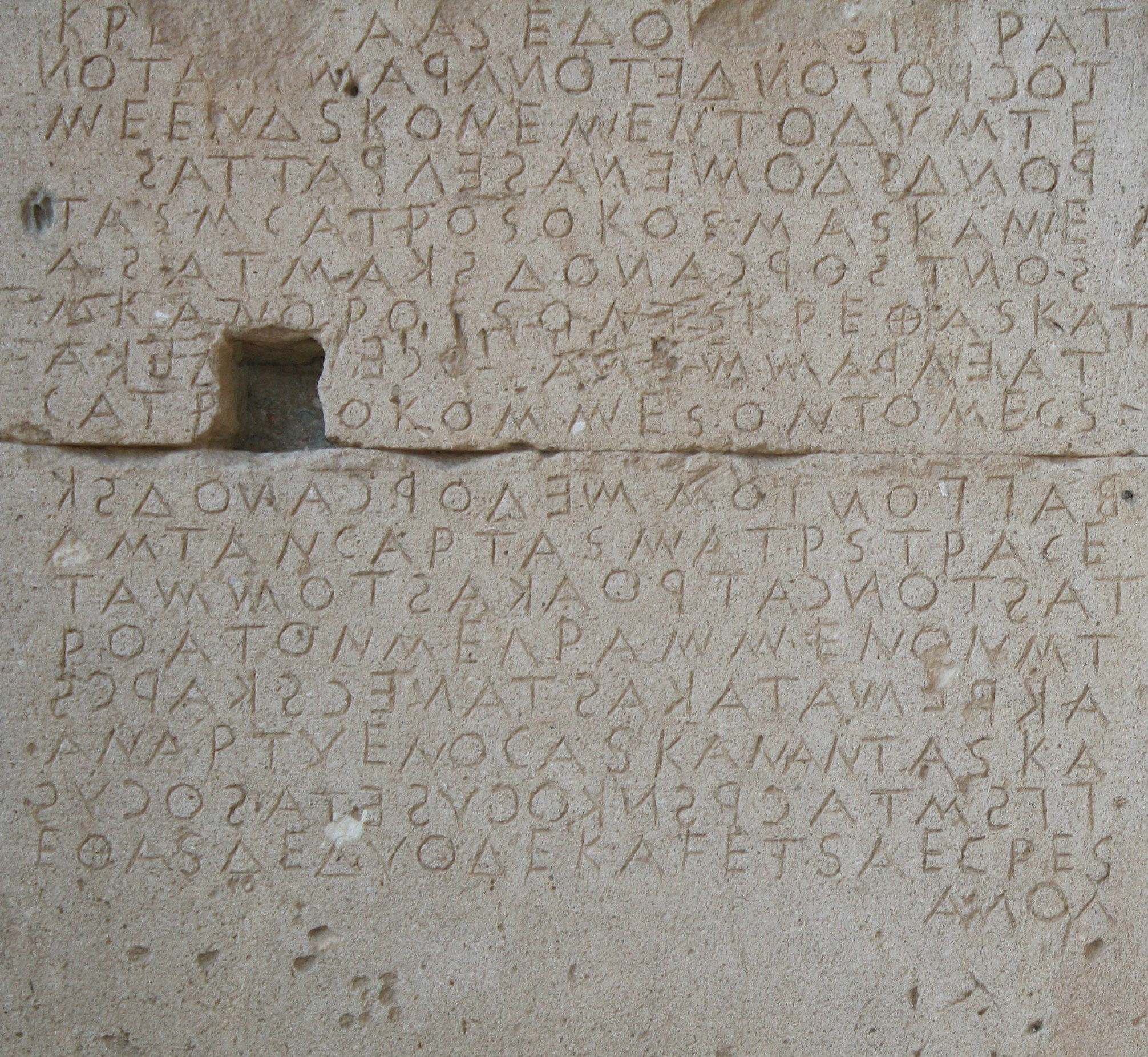
Гортинские законы — пример текста, записанного бустрофедоном на дорийском диалекте древнегреческого языка
Пример бустрофедона